# Ellie Boatman
Ellie Boatman   (13 de maig de 1997) és una jugadora de rugbi anglesa que juga a l'Ealing Trailfinders de la Premiership Women's Rugby.

## Trajectòria
Boatman va començar a jugar a rugbi als quatre anys a Camberley. Des dels 11 anys va jugar amb el London Irish, i després va començar a jugar de nou a la Universitat de Southampton i al Trojans RFC de Hampshire.
Boatman va ser convocada per a jugar amb la selecció d'Anglaterra als Jocs de la Commonwealth de 2022 en rugbi a 7, a la Copa del Món de Rugbi de 2022 celebrat a Ciutat del Cap el setembre de 2022 i als Jocs Europeus de 2023, en què Gran Bretanya va classificar-se per als Jocs Olímpics de 2024 i on l'equip va acabar setè a la classificació.